# Melitturga
Genre
Synonymes
- sous-genre Melitturga (Australomelitturga) Patiny, 1999[2]
- sous-genre Melitturga (Petrusianna) Patiny, 1998[2]
- Meliturga Lepeletier & Serville, 1828[2]
- Melliturga Latreille, 1809[2]
- Petrusia Patiny, 1999[2]

Melitturga est un genre d'abeilles de la famille des Andrenidae.

## Liste des espèces
Selon ITIS (11 mai 2019) :
- Melitturga albescens Pérez, 1895
- Melitturga barbarae Eardley, 1991
- Melitturga capensis Brauns, 1912
- Melitturga caucasica Morawitz, 1877
- Melitturga caudata Pérez, 1879
- Melitturga clavicornis (Latreille, 1806)
- Melitturga flavomarginata Patiny, 2000
- Melitturga heinrichi Tkalcu, 1978
- Melitturga krausi M. Schwarz, 2003
- Melitturga mongolica Alfken, 1936
- Melitturga oraniensis Lepeletier, 1841
- Melitturga penrithorum Eardley, 1991
- Melitturga pictipes Morawitz, 1891
- Melitturga praestans Giraud, 1861
- Melitturga rubricata Morice, 1916
- Melitturga spinosa Morawitz, 1891
- Melitturga syriaca Friese, 1899
- Melitturga taurica Friese, 1922